# Mircia Muntean
Mircia Muntean (n. 28 aprilie 1963, Simeria, România) este un politician român, primar al municipiului Deva în perioada 1996-2012, deputat în Parlamentul României în mandatul 2012-2016 și ales din nou primar al Devei în 2016.

## Condamnarea penală
Pe 24 septembrie 2013 a fost condamnat definitiv de Înalta Curte de Casație și Justiție la patru ani de închisoare cu suspendare, fiind acuzat de abuz în serviciu, într-un dosar din 2004, în care a fost acuzat că a încheiat tranzacții ilegale de terenuri cu un traficant de mașini de lux.
In aprilie 2017 a primit o noua sentința într-un alt dosar si astfel are de executat o pedeapsa de 6 ani cu executare. (http://m.mediafax.ro/social/mircia-muntean-primarul-din-deva-condamnat-definitiv-la-sase-ani-de-inchisoare-edilul-dus-la-penitenciarul-de-la-barcea-mare-16243955)